# Мангистауский областной историко-краеведческий музей
Мангистауский областной историко-краеведческий музей — музей в городе Актау. Был основан в 1975 году после образования Мангистауской области.

## История
Музей был основан в 1975 году в городе Актау (на тот момент Шевченко), административном центре Мангистауской области после ее образования в 1973.
Изначально здание музея находилось в 3-м микрорайоне – бывшем центре города. 19 февраля 1981 года после оформления стационарной экспозиции музей начал принимать посетителей. Первым директором был педагог, ветеран войны Газиз Идрисович Идрисов.
В марте 1985 года музей переехал в новое здание, расположенное в 9-м микрорайоне. Для оформления новой экспозиции музея была проделана большая работа по сбору материала и обмену опытом, многочисленные командировки по области и по всему Союзу.
В 1995 году директором музея стала Тамара Калмурзаевна Жумалиева, руководившая создание и оформление ряда экспозиционных залов — «Казахстан в годы Независимости» (2004), «Нефтяная промышленность Мангистау» (1999, 2011), выставочный зал посвященный жизни и творчеству народного писателя А. Кекильбаева (1999, 2009), а также реэкспозицию зала «История Мангистау ХХ столетия» (2008).
На данный момент, музей имеет четыре филиала: Мангистауский районный краеведческий музей, Жанаозенский городской музей, Тупкараганский районный музей и Бейнеуский районный музей.
В 2010 по программе «Дорожная карта» проведены капитальные ремонты зданий Мангистауского районного и Жанаозенского городского филиалов музея. В этом же году были проведены оформление выставочных залов и подготовка к приему посетителей.
Научно описано и передано в фонды 655 музейных предметов, организовано и проведено 62 культурно-массовых мероприятий.

## Экспозиционные залы
- Зал флоры и фауны Каспийского моря
- Залы природы
- Зал археологии
- «Новая история» (История Мангистау ХҮ-ХІХвв.)
- Зал истории Мангистау ХХ столетия
- Зал, посвященный 100-летию нефтяной промышленности
- Зал «Современный Казахстан»
- Зал, посвященный творчеству народного писателя А. Кекильбаева